# New Amsterdam: Live at Heineken Music Hall 2003
New Amsterdam: Live at Heineken Music Hall 2003 är ett musikalbum av Counting Crows som gavs ut den 20 juni 2006 på Geffen Records. Albumet spelades in under ett framträdande i Amsterdam, Nederländerna år 2003 och innehåller en ny låt, "Hazy", skriven av Adam Duritz och Gemma Hayes.

## Låtlista
1. "Rain King" - 7:22
2. "Richard Manuel Is Dead" - 3:56
3. "Catapult" - 3:39
4. "Goodnight LA" - 3:29
5. "Four White Stallions" - 4:11
6. "Omaha" - 3:48
7. "Miami" - 5:11
8. "Hazy" - 2:54
9. "Good Time" - 5:13
10. "St. Robinson in His Cadillac Dream" - 5:20
11. "Perfect Blue Buildings" - 5:04
12. "Hanginaround" - 5:29
13. "Goodnight Elisabeth" - 8:13
14. "Hard Candy" - 4:53
15. "Holiday in Spain" - 4:43